# Charles de Gaulle Plaza
Charles de Gaulle Plaza – wieżowiec w Bukareszcie, w Rumunii, o wysokości 80 metrów. Budynek został otwarty w 2005 i ma 16 kondygnacji.